# Zabik László Gyula
Zabik László Gyula (Óverbász, 1896. december 5. – Budapest, 1967. október 8.) magyar újságíró, gyorsíró.

## Élete
Zabik László Gyula 1896-ban született Óverbászon. Az első világháború idején 1917-től katona volt, főhadnagyként szolgált. Szigorló orvos volt, diplomát nem szerzett. 1920-ban az Esti Kurír munkatársa lett. 1924-től 1948-ig dolgozott gyorsíróként a Fővárosi Közlönynél, hivatalosan 1928. január 1-én lépett a főváros szolgálatába. 1927-28-ban Hamvas Béla munkatársa volt. Az 1920-as években több országos gyorsíró-versenyen ért el helyezést. Gyorsíróként Radnai Béla köréhez tartozott. 1945. február 15-én a Fővárosi Közlöny ideiglenesen megbízott felelős szerkesztője, március 3-án helyettes szerkesztője, majd felelős kiadója lett. 1948-tól 1950-ig országgyűlési gyorsíró volt. 1953-tól 1957-ig a Magyar Távirati Iroda munkatársaként dolgozott, ezután nyugdíjazták. 1967-ben hunyt el Budapesten, sírja a Rákoskeresztúri temetőben található.